# Святск (Гродненская область)

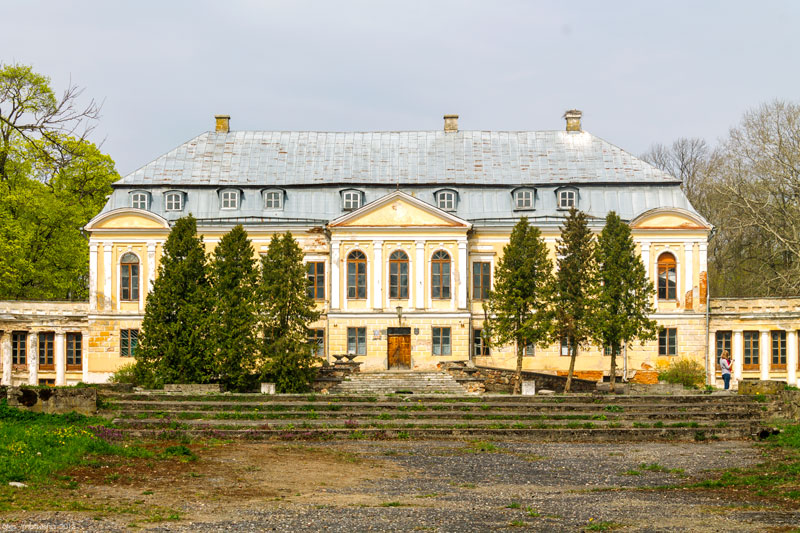
Святский дворец

Святск (бел. Свяцк) — деревня в составе Сопоцкинского сельсовета Гродненского района Гродненской области Беларуси. Население 32 человека (2009). Деревня в основном известна расположенным здесь дворцово-парковым ансамблем Воловичей.

## География
Деревня находится в 4 км к югу от посёлка Сопоцкин и в 17 км к северо-западу от центра города Гродно. Около западной окраины деревни проходит дорога Гродно — Сопоцкин — граница с Литвой. В 8 км к западу находится граница с Польшей.

## История
Впервые Святск упоминается в XVI веке как двор Гродненского повета, который с 1521 года находился под управлением Юрия Радзивилла.
Во второй половине XVIII века Ю. Волович выкупил всё имение Святск, в 1779 году его сын Антоний расширил владение, приобретя два соседних фольварка. В 1779 — начале XIX века здесь был построен каменный дворец по проекту итальянского архитектора Джузеппе де Сакко.
В результате третьего раздела Речи Посполитой (1795) Святск оказался в Пруссии, с 1807 года в Российской империи.
По Рижскому мирному договору (1921 года) Святск попал в состав межвоенной Польской Республики, входил в Августовский повет Белостокского воеводства. С 1939 года в составе БССР.
В 2002 году деревня насчитывала 32 двора и 57 жителей.
В советское время в святском дворце располагался санаторий. В 1994—2005 годах в усадьбе базировался центр медицинской реабилитации для больных туберкулезом. После ликвидации центра, дворцовый комплекс был заброшен. Под данным на 2017 год здание принадлежит санаторию Озёрный и планируемая реконструкция начата.

## Достопримечательности
- Усадьба Воловичей

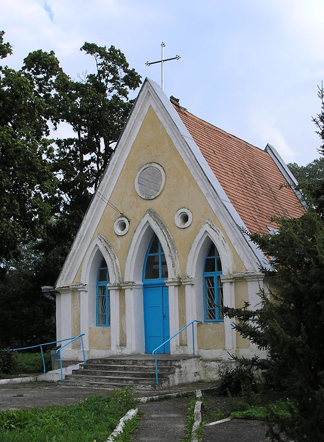
Часовня

  - Святский дворец, 1779 — начало XIX века
  - Часовня, 1889 год
  - Парк, конец XVIII—XIX век
  - Руины хозпостроек, XIX век